# علی‌اکبر حسینی محراب
علی‌اکبر حسینی محراب (زاده مشهد) سیاستمدار ایرانی است که سمت استاندار خوزستان را در دولت سیزدهم برعهده داشت. او در تاریخ ۷ دی ۱۴۰۱ با رأی اعتماد هیئت وزیران به این سمت منصوب شد.
وی مقام مشاور دبیرخانه شورای عالی امنیت ملی ایران را نیز برای مدتی در اختیار داشته است.
وی در دهه هفتاد مدیرکل اطلاعات خوزستان بود و در سال ۱۳۸۴ در دوره وزارت محسنی اژه‌ای در وزارت اطلاعات، معاون اقتصادی و مبارزه با فساد این وزارتخانه بود. همچنین در دولت دهم، دبیر ستاد تدابیر ویژه اقتصادی دولت و رئیس کمیته اقتصاد دبیرخانه شورای عالی امنیت ملی بود و سابقه معاونت مبارزه با مفاسد اقتصادی سازمان اطلاعات سپاه را در کارنامه اجرایی‌اش دارد. او در دولت رئیسی، مشاور اقتصادی معاون اول ریاست‌جمهوری بود.